# Арендт, Рудольф
Рудольф Фридрих Ойген Арендт (нем. Rudolf Friedrich Eugen Arendt; 1 апреля 1828, Франкфурт-на-Одере — 15 мая 1902, Лейпциг) — немецкий педагог, профессор химии Лейпцигского политехнического института, преподаватель реального училища. Действительный член академии Леопольдина 1893 года.

## Научная деятельность
Арендту принадлежит первенство в разработке методики преподавания химии в школе. Был последователем И. Гербарта в педагогике, считал, что преподавание учебного предмета нужно строить так, чтобы раскрывались воспитательные возможности, заложенные в естественных науках. Был убежден, что система изложения учебного материала должна быть подчинена исключительно особенностям мышления учащихся, которые якобы видят и устанавливают связь между явлениями совсем в ином плане, чем это имеет место в науке. Вместо научной систематики учебного предмета Арендт ввел «методическую», основанную на формальной классификации по одним лишь признакам — сложность и химический состав вещества (элементы, бинарные соединения и т д.).
Арендт был сторонником индуктивного метода преподавания; обобщению теоретического характера он совсем не уделял внимания. В Германии методические взгляды Арендта были развиты и продолжены Вильбрандом, К. Шейдом и другими. Труды Арендта имели значительное влияние на русскую методику и технику учебного химического эксперимента.
В СССР методику преподавания детально изучал и совершенствовал Леонид Михайлович Сморгонский. Он показал неправомерность противопоставления Арендтом систематическому курсу «методического», который, по замыслу автора, более соответствовал психологическим особенностям учащихся.

## Основные труды
- Didaktik und Methodik des Chemie-Unterrichts, Munch., 1895; Technik der Experimentalchemie, Bd 1 — 2, Lpz., 1880 — 82; 5 AufL, Lpz., 1925.